# أوزوالد مارتين
أوزوالد مارتين (10 يناير 1887 - 14 سبتمبر 1959)  (بالإنجليزية: Oswald Martyn)‏ هو لاعب كريكت بريطاني وبريطاني (وحمل سابقاً جنسية المملكة المتحدة لبريطانيا العظمى وأيرلندا).